# Sukajlabíja
Sukajlabíja (arabsky العيللبيع As Suqailabiya) je město v Sýrii. Většina zdejších obyvatel jsou křesťané, převážně patřící k řecké pravoslavné církvi a spadající pod antiochijský patriarchát.

## Historie
Město bylo založeno Aramejci, a jeho název znamená v překladu „odpor“, „konfrontace“, „nebo tvrdohlavý“. Město bylo ve středověku několikrát opuštěno, naposledy po zemětřesení v roce 1157. Trvale znovuosídleno bylo až na počátku 19. století.
V reakci na znovu přeměnění bývalého křesťanského chrámu Hagia Sofia v mešitu oznámila syrská vláda Bašára al-Asada v červenci 2020 plán na vybudování repliky chrámu v Sukajlabíji; se stavebními pracemi přislíbilo pomoci i Rusko. Stavba se má oficiálně stát „symbolem spolupráce a smíru mezi náboženstvími“. Ruský politik Vitalij Milonov prohlásil, že Sýrie je ideálním místem pro umístění repliky chrámu Hagia Sofia, jelikož „na rozdíl od Turecka jde o zemi, ve které lze vést mírový a pozitivní dialog mezi jednotlivými náboženskými skupinami.“